# Cappelle-en-Pévèle
Cappelle-en-Pévèle is een gemeente in het Franse Noorderdepartement (Frans: département du Nord) (regio Hauts-de-France). De gemeente telde op 1 januari 2022 2.259 inwoners en maakt deel uit van het arrondissement Rijsel. Het laatste deel van de gemeentenaam verwijst naar de regio Pévèle.

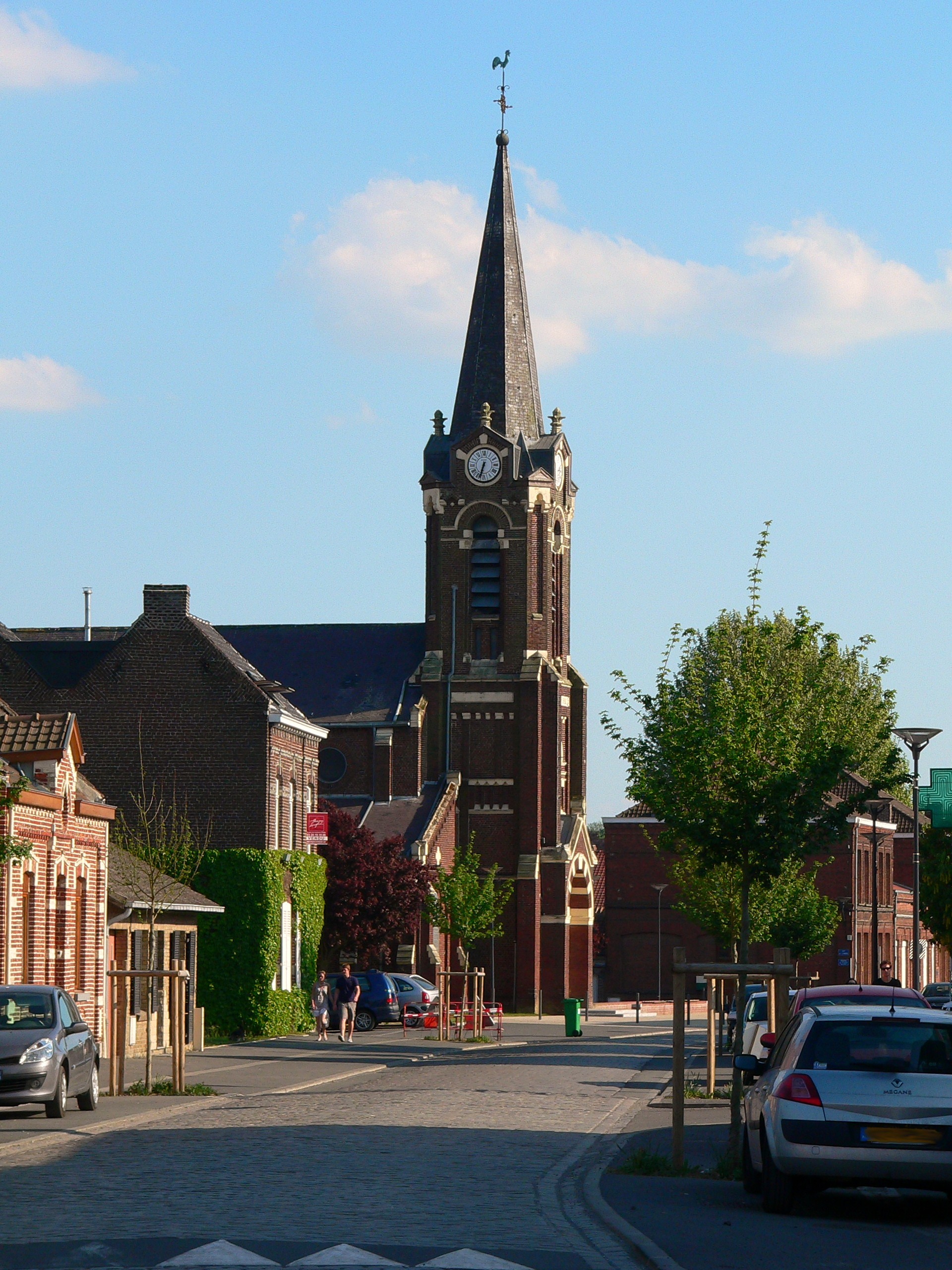
Centrum met de Église Saint-Nicolas

## Geografie
De oppervlakte van Cappelle-en-Pévèle bedroeg op 1 januari 2022 8,11 vierkante kilometer; de bevolkingsdichtheid was toen 278,5 inwoners per km².

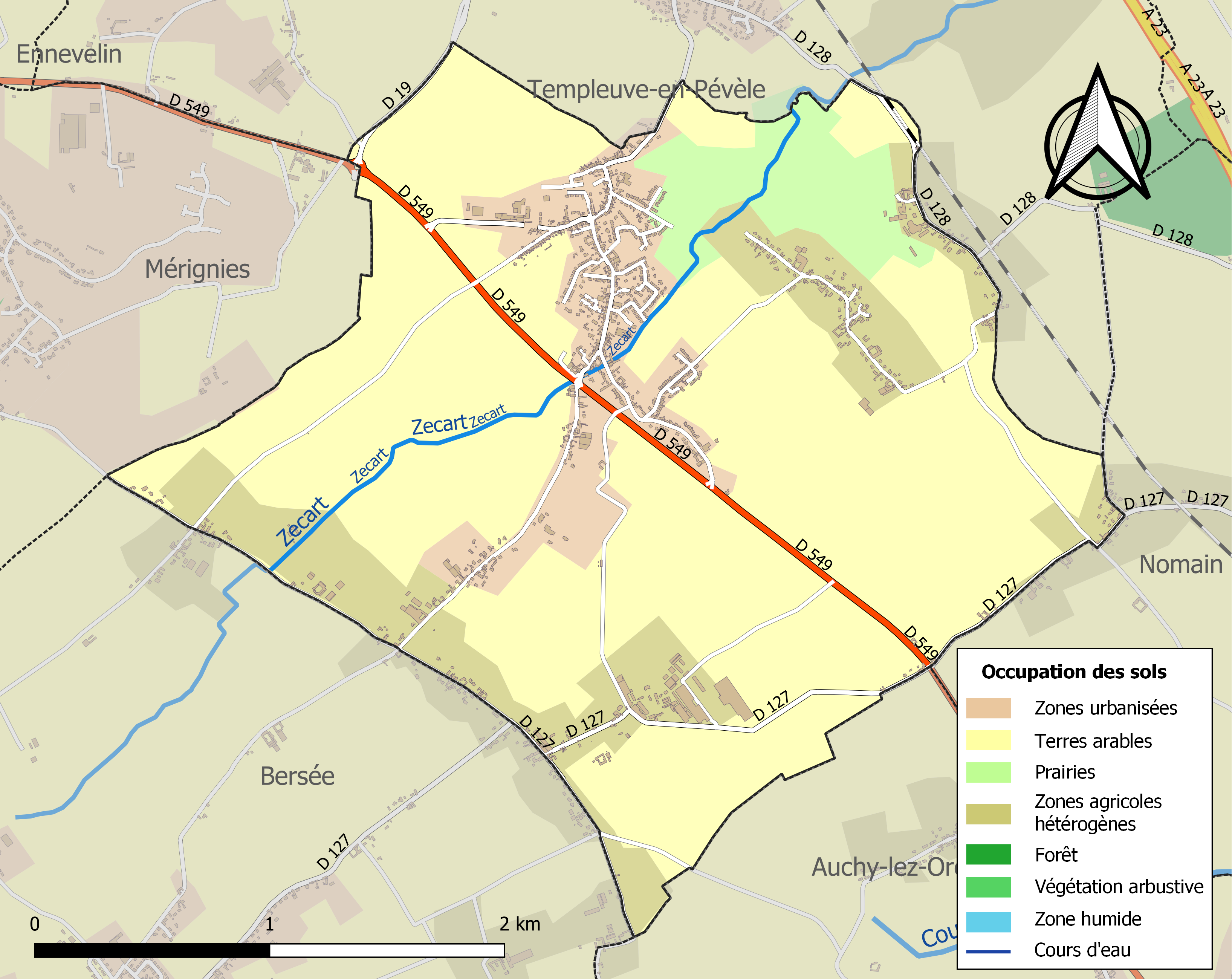
Kaart van de gemeente met belangrijkste infrastructuur, bodemgebruik en omliggende gemeenten

## Bezienswaardigheden
- De Église Saint-Nicolas
- Het Château du Béron

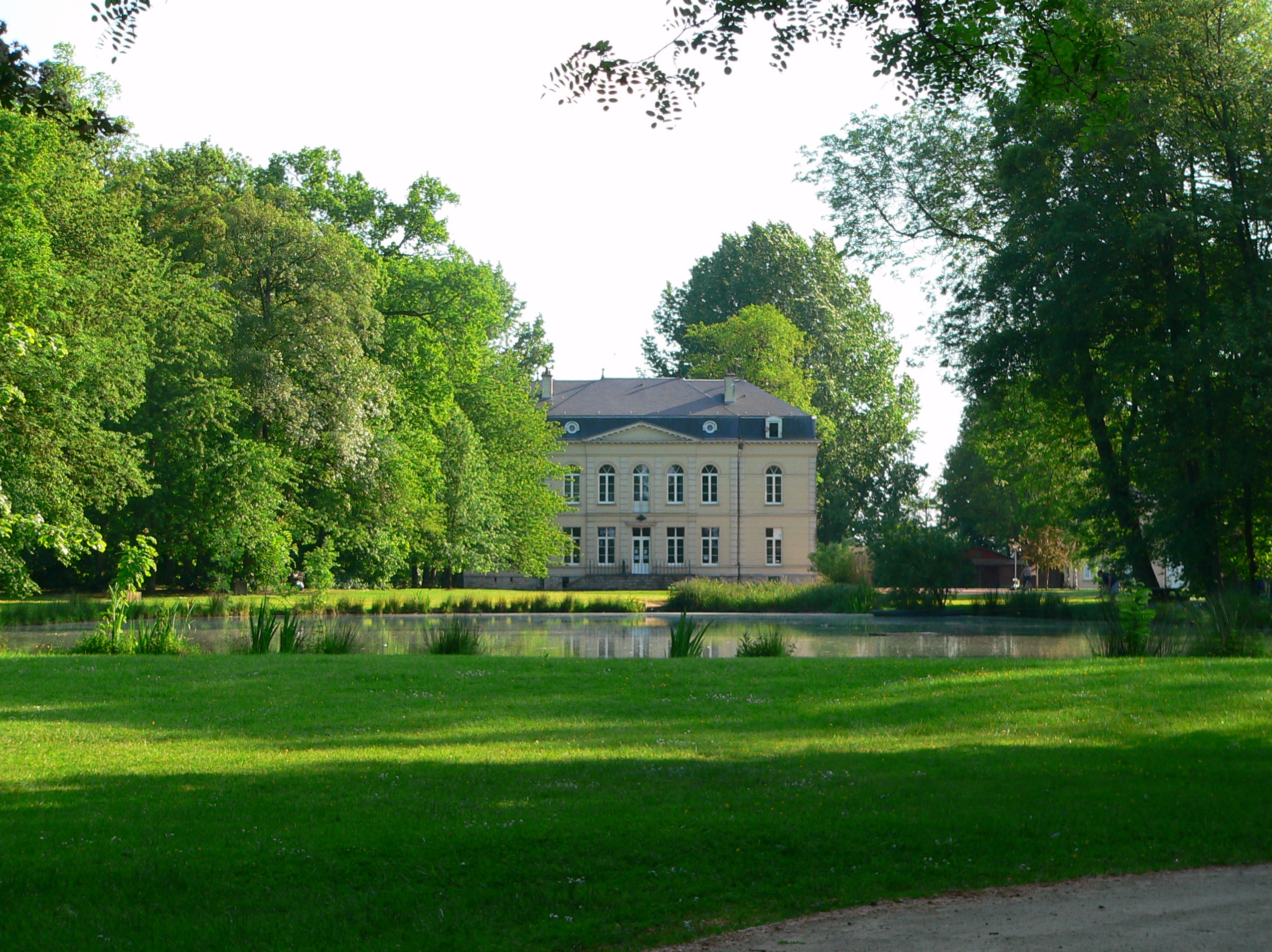
Château du Béron

- Op de gemeentelijke begraafplaats van Cappelle-en-Pévèle bevindt zich een Brits oorlogsgraf uit de Tweede Wereldoorlog.

## Demografie
Onderstaande figuur toont het verloop van het inwonertal (bron: INSEE-tellingen).

## Sport
Door het zuiden van de gemeente loopt een gedeelte van de Secteur pavé d'Auchy-lez-Orchies à Bersée, een kasseistrook uit de wielerklassieker Parijs-Roubaix.